# Marian Foik
Marian Foik (* 6. Oktober 1933 in Bielszowice, heute Ruda Śląska; † 20. Mai 2005 in Warschau) war ein polnischer Leichtathlet und Olympiateilnehmer.

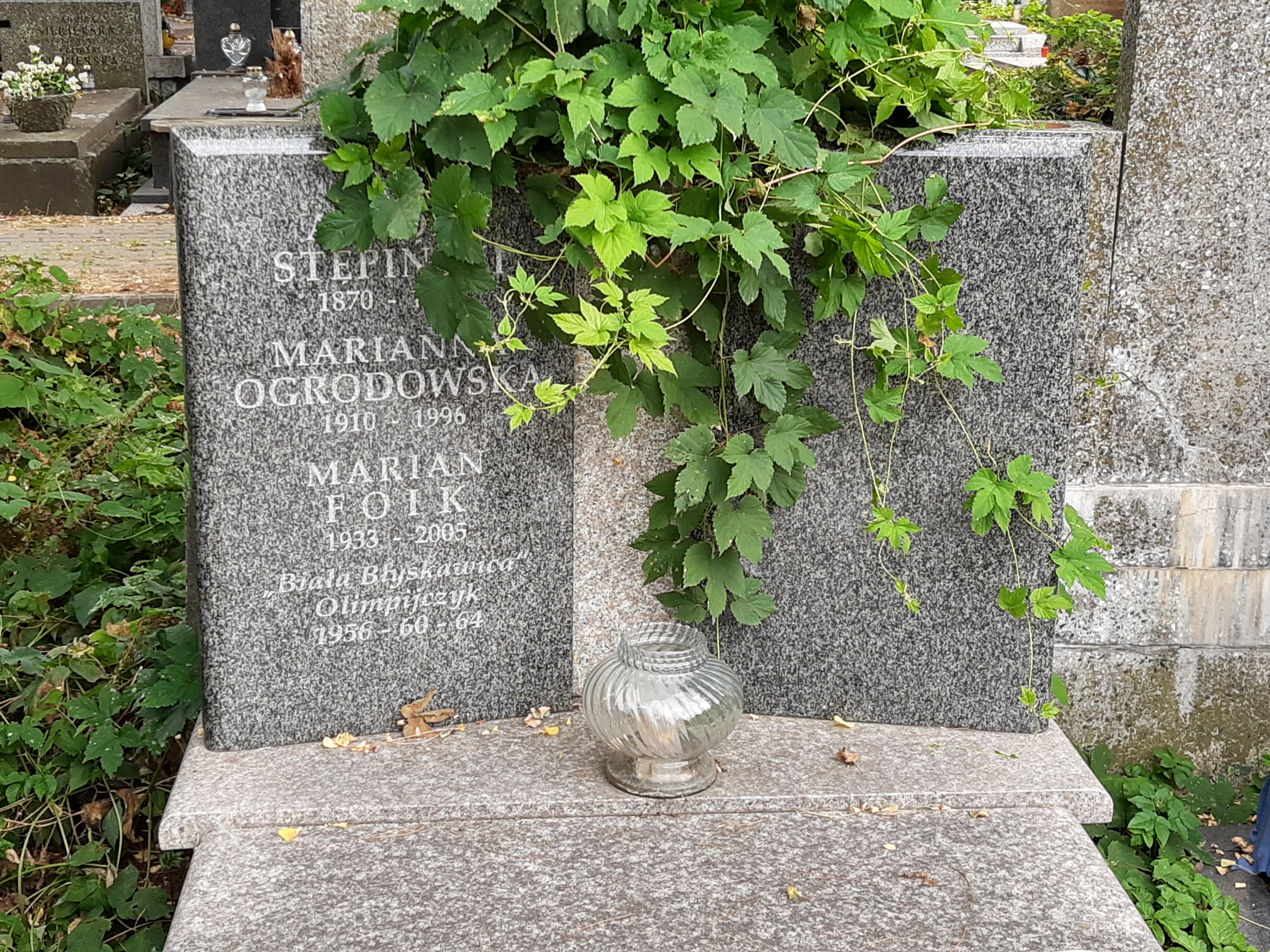
Grabmal von Marian Foik auf dem Friedhof Bródnowski in Warschau

Marian Foik war ein Sprinter, der seinen größten Erfolg im 200-Meter-Lauf hatte. Daneben war er auch mit der polnischen 4-mal-100-Meter-Staffel erfolgreich. Foik war je sechsmal polnischer Meister auf beiden Sprintstrecken und stellte (ohne Staffeln) zwölf polnische Landesrekorde auf.

## Olympische Spiele
- 1956 erreichte Foik das Halbfinale im 100-Meter-Lauf, in dem er mit 10,6 s ausschied. Mit der Staffel (Foik, Jan Jarzembowski, Edward Schmidt, Zenon Baranowski) stand er im Finale, erreichte dort aber nur den sechsten und letzten Platz in 40,6 s.
- 1960 belegte Foik über 200 Meter in 20,8 s Platz vier im Finale. Über 100 Meter schied er mit 10,5 s im Halbfinale aus. Die polnische Staffel wurde im Vorlauf disqualifiziert.
- 1964 wurde Foik Sechster über die 200 Meter in 20,8 s. Die Staffel in der Besetzung Andrzej Zieliński, Wiesław Maniak, Marian Foik und Marian Dudziak gewann in 39,3 s hinter der Staffel aus den USA die Silbermedaille. Die Staffel aus Frankreich belegte zeitgleich mit den Polen Platz drei.

## Europameisterschaften
- 1958 wurde Marian Foik über 100 Meter Sechster in 10,9 s. Mit der Staffel schied Foik im Vorlauf aus.
- 1962 wurde Foik erneut Sechster über 100 Meter, dieses Mal in 10,5 s. Über 200 Meter gewann er hinter dem Schweden Owe Jonsson in 20,8 s die Silbermedaille. Ebenfalls Silber gewann die polnische Staffel in 39,5 in der Besetzung Jerzy Juskowiak, Andrzej Zielinski, Zbigniew Syka und Foik als Schlussläufer. Die siegreiche deutsche Staffel hatte die gleiche Zeit.